# (35924) 1999 JA104
1999 JA104 (asteroide 35924) é um asteroide da cintura principal. Possui uma excentricidade de 0.13402130 e uma inclinação de 13.57722º.
Este asteroide foi descoberto no dia 14 de maio de 1999 por LINEAR em Socorro.